# Поход на Цхинвали (1989)
Поход на Цхинвали (23 ноября 1989 года) — акция, организованная лидером грузинского националистического движения[уточнить] Звиадом Гамсахурдия с целью оказания давления на руководство Юго-Осетинской автономной области, требовавшей бо́льших полномочий в управлении автономией.
В акции приняло участие несколько тысяч человек (по разным данным, от 10 тыс. до 40 тыс.); запланированный митинг не состоялся, грузинская колонна была остановлена на дороге к Цхинвали осетинскими активистами и советскими солдатами.

## Подготовка
По словам организаторов похода, их целью было проведение митинга в Цхинвали в поддержку единства Грузии. В Южной Осетии митинг не собирались допускать; из Южной Осетии в Тбилиси 19 ноября прибыла делегация местных руководителей и представителей общественности (этнически состоявшая и из осетин, и из грузин). По словам ставшего впоследствии президентом Южной Осетии Людвига Чибирова, Гамсахурдиа только «заверил, что с грузинской стороны будет соблюдена дисциплина, гарантировал порядок и назвал численность митингующих — 100 тыс. человек». По договоренности с администрацией Цхинвали, демонстранты должны были пройти в город и провести митинг на городском стадионе.
Руководство коммунистической Грузии предоставило для проведения акции государственный транспорт, провожал их лично замминистра внутренних дел Грузии Варлам Шадури.

## Ход акции
23 ноября из Тбилиси на северо-запад (в сторону Цхинвали) двинулась колонна автобусов и легковых машин; планируемый маршрут составлял 116 километров. По пути к колонне присоединялись участники из других грузинских регионов. По различным оценкам, собралось от 20 до 40 тыс. человек. У въезда в Цхинвали колонна была остановлена жителями города, местной милицией, активистами «Адамон Ныхас» и войсками МВД СССР. В ответ участники марша блокировали въездные дороги и расположились в окрестностях города.
По словам журналиста Мамуки Арешидзе, осетинские активисты (в числе 1,5-2 тыс. человек) частично укрылись за советскими БТР, перекрывшими дорогу, частично разместились на них. Кроме советских знамён, активисты начали использовать новые осетинские бело-желто-красные флаги. Грузинских демонстрантов, по его оценкам, было около 10 тыс. человек; по словам однокурсника Эдуарда Кокойты Тезо Маргиева, демонстранты использовали малиново-бело-чёрные флаги.
Как писал политолог Сергей Маркедонов, по пути к Цхинвали, на митинге в селе Ередви в 7 км от города, Гамсахурдиа якобы заявил: «Скоро я буду в Цхинвали с 10 тысячами моих соколов, и посмотрим, какую встречу им устроит общественность Цхинвали. Мы им свернем шею, тем более что таких слабых противников, как осетины, нетрудно будет обуздать. Пол-Грузии будет с нами, и там будет видно, кто кого победит, чья кровь больше прольется». После срыва митинга Гамсахурдиа сказал, что мероприятие планировалось с целью примирения осетин: «Да, тот поход был организован мной. мы хотели склонить осетин к примирению, но нас туда не впустила армия, мы не применили никакой силы, хотя легко могли их оттолкнуть. Там было всего 100 солдат <…>. Осетины испугались этого <митинга> — и логично, так как они преступники. Там у них есть организация, именуемая „Народным фронтом“, а в действительности это — кремлёвская банда. Они вдолбили в осетин, что мы придем туда убивать их. Осетины необразованный, дикий народ. Умные подстрекатели легко ими руководят». Гамсахурдиа также якобы говорил: «Осетинский народ — мусор, который надо вымести через Рокский тоннель. Мы пойдем по Осетии и пусть осетины либо покорятся и станут грузинами, либо, если они так любят русских, уходят из Грузии в Россию».
По словам Тезо Маргиева, грузинские демонстранты привели сквозь толпу на переднюю линию первого секретаря ЦК компартии Грузии Гиви Гумбаридзе, требовавшего: «Дайте нам пройти, провести митинг». Начавшееся засветло противостояние продлилось до темноты; Грузины стояли выше по дороге, осетины расположились ниже. К ночи были организованы костры из покрышек.
По словам полевого командира Бала Бестауты, перекрывшие дорогу силы составляли около 30 человек, а из оружия имели только подвезённые к третьему часу противостояния стальные прутья. По его словам, грузины порвали ему куртку.
Часть демонстрантов осталась в соседних грузинских селах, блокировав дороги на Цхинвали с юга.

## Последствия
После 23 ноября Цхинвали был практически блокирован три месяца. По данным осетинской стороны, за это время было убито несколько осетин и сотни были избиты; по некоторым данным, за этот период погибли шесть человек, 27 были ранены и 140 — госпитализированы.
Подход Гамсахурдии к Южной Осетии рассматривался Западом как нарушение прав человека, а его неспособность сохранить территориальную целостность Грузии препятствовала международному признанию. К концу 1991 года Грузия была единственной бывшей советской республикой, официально не признанной большинством западных держав.
В сентябре 2007 года Грузия также собиралась провести «марш мира» на Цхинвали, что вызвало протесты российского МИДа и осетинской стороны.